# マイン＝シュペッサルト郡
マイン＝シュペッサルト郡 (ドイツ語: Landkreis Main-Spessart) は、ドイツ連邦共和国バイエルン州ウンターフランケン行政管区の中西部に位置する郡である。郡庁所在地はカールシュタットである。本郡はマインフランケン地域の一部である。

## 地理
本郡はマイン川とシュペッサルト山地によって特徴付けられる。南のヴュルツブルク、東のシュヴァインフルト、西のアシャッフェンブルクの3都市の間に位置している。マイン川はヴュルツブルクから本郡南東部に入る。その後まず北西に流れ、カールシュタットを過ぎ、「ドライフリュッセシュタット」（3本の川の街）と呼ばれるゲミュンデンに向かう。この街で北東および北からの支流、すなわちフレンキシェ・ザーレ川とジン川が直前で合流した後マイン川に注いでいる。その数km後にマイン川は南西に方向を変え、ロール・アム・マインから南に位置するマルクトハイデンフェルトに向かう。マルクトハイデンフェルトの南数kmでバーデン＝ヴュルテンベルク州との州境に達する。マイン川に面する本郡最後の町は市場町のクロイツヴェルトハイムである。マイン川はここから西のミルテンベルクに向かう。郡域を流れる川はマイン川、フレンキシェ・ザーレ川、ジン川の他に、ゲミュンデンの直前でマイン川に注ぐヴェルン川、ロール・アム・マインでマイン川に合流するロール川、ハーフェンロールでマイン川に注ぐハーフェンロール川がある。
マイン川の西側は、高度 500 m を超えるシュペッサルト山地の高地である。シュペッサルト山地の最も高い山は、ロールブルンに近いブライトゾル送信所がある高さ 586 m のガイアースベルクである。ここは2009年からビシュブルンに属している。郡域北部の、高さ 567 m のヘルマンスコッペはバイエルン州とヘッセン州との州境をなしている。

### 隣接する郡
本郡は、北西から時計回りに、マイン＝キンツィヒ郡（ヘッセン州）、バート・キッシンゲン郡、シュヴァインフルト郡、ヴュルツブルク郡（いずれもバイエルン州）、マイン＝タウバー郡（バーデン＝ヴュルテンベルク州）、ミルテンベルク郡、アシャッフェンブルク郡（ともにバイエルン州）と境を接している。

### 自然保護区
郡内には15か所の自然保護区、2か所の景観保護区、20か所のFFH-地区、32か所のバイエルン州環境省指定のジオトープが存在する（2006年8月現在の状況）。

## 歴史

### 地方史
現在のマイン＝シュペッサルト郡の地域は、1800年以前は大部分がヴュルツブルク司教領、一部がマインツ大司教領に属していた。マインツ選帝侯領部分は1803年からアシャッフェンブルク侯国領とされ、1814年からバイエルン王国領となった。
1804年にラントゲリヒト・ホムブルク（所在地はマルクトハイデンフェルト）が設けられ、1840年に所在地にちなんでラントゲリヒト・マルクトハイデンフェルトと改名された。1804年には、ラントゲリヒト・ゲミュンデン、ラントゲリヒト・カールシュタット、ラントゲリヒト・アルンシュタインも設けられた。また、1814年にラントゲリヒト・ロールとラントゲリヒト・オルプが設けられた。1852年にレーヴェンシュタイン侯のローテンフェルス領主行政区からラントゲリヒト・ローテンフェルスが設けられ、その1年後には同じくレーヴェンシュタイン侯のクロイツヴェルトハイム領主行政区からラントゲリヒト・シュタットプロツェルテンも設けられた。これらのラントゲリヒトはいずれもウンターマインクライスの下位に位置づけられた。ウンターマインクライスは1838年からウンターフランケンと改名された。

### ベツィルクスアムト
1862年1月1日にラントゲリヒト・ロールとラントゲリヒト・ローテンフェルスからベツィルクスアムト・ロールが、ラントゲリヒト・マルクトハイデンフェルトとラントゲリヒト・シュタットプロツェルテンからベツィルクスアムト・マルクトハイデンフェルトが、ラントゲリヒト・カールシュタットとラントゲリヒト・アルンシュタインからベツィルクスアムト・カールシュタットが、ラントゲリヒト・ゲミュンデンとラントゲリヒト・オルプからベツィルクスアムト・ゲミュンデンが形成された。軍事的敗北の結果、バイエルンは1866年にオルプ地域をプロイセンに割譲しなければならなかった。これにより縮小されたベツィルクスアムト・ゲミュンデンは1872年に廃止され、これに属していた町村はベツィルクスアムト・ロールに編入された。これに伴いベツィルクスアムト・ロールは、ローテンフェルス周辺の町村をベツィルクスアムト・マルクトハイデンフェルトに移管した。ゲミュンデンは1902年に再びベツィルクスアムトの首邑となった。

### 郡
1939年1月1日にドイツ国では「ラントクライス」（郡）という名称を用いることとなった。既存のベツィルクスアムトから、ゲミュンデン・アム・マイン郡、カールシュタット郡、ロール・アム・マイン郡、マルクトハイデンフェルト郡が形成された。

### マイン＝シュペッサルト郡
バイエルン州の地域再編に伴い、1972年7月1日に、かつてのゲミュンデン・アム・マイン郡、ロール・アム・マイン郡（アシャッフェンブルク郡に編入されたローテンブーフを除く）、カールシュタット郡（いくつかの周縁部の町村は隣接するシュヴァインフルト郡、ヴュルツブルク郡、バート・キッシンゲン郡に移管された）、およびマルクトハイデンフェルトの大部分（シュタットプロツェルテン周辺地域はミルテンベルク郡、南東部のいくつかの町村はヴュルツブルク郡へ編入された）から、当初はミッテルマイン郡という名称で新しい郡が形成された。郡庁所在地は当初、ロール・アム・マインであった。しかし1972年10月にカールシュタットが新たな郡庁所在地とされ、郡長の役所がロールからカールシュタットに移転した。1973年5月1日に郡は現在の名称である「マイン＝シュペッサルト郡」と改名された。1976年7月1日、マイン＝シュペッサルト郡は自治体ヴィーゼンをアシャッフェンブルク郡に移管した。
2012年の郡成立40周年は、マイン＝シュペッサルトの40年の歴史や出来事、さらにはドイツ海軍の給油艦「シュペッサルト」と支援協力関係を結ぶなど郡の様々な面を振り返る機会となった。

## 住民

### 人口推移
1988年から2008年までにマイン＝シュペッサルト郡の人口は約7,000人、およそ 5 % 増加した。2003年以降、人口は減少しつつある。1988年から2018年までの間に郡の人口は122,714人から126,365人となり、3,651人の増加、増加率は +3 % であった。
| マイン＝シュペッサルト郡の人口推移 | マイン＝シュペッサルト郡の人口推移 | マイン＝シュペッサルト郡の人口推移 | マイン＝シュペッサルト郡の人口推移 | マイン＝シュペッサルト郡の人口推移 | マイン＝シュペッサルト郡の人口推移 | マイン＝シュペッサルト郡の人口推移 | マイン＝シュペッサルト郡の人口推移 | マイン＝シュペッサルト郡の人口推移 | マイン＝シュペッサルト郡の人口推移 | マイン＝シュペッサルト郡の人口推移 | マイン＝シュペッサルト郡の人口推移 | マイン＝シュペッサルト郡の人口推移 | マイン＝シュペッサルト郡の人口推移 | マイン＝シュペッサルト郡の人口推移 |
| ---------------------------------- | ---------------------------------- | ---------------------------------- | ---------------------------------- | ---------------------------------- | ---------------------------------- | ---------------------------------- | ---------------------------------- | ---------------------------------- | ---------------------------------- | ---------------------------------- | ---------------------------------- | ---------------------------------- | ---------------------------------- | ---------------------------------- |
| 年                                 | 1840                               | 1900                               | 1939                               | 1950                               | 1961                               | 1970                               | 1987                               | 1991                               | 1995                               | 2000                               | 2005                               | 2010                               | 2015                               |                                    |
| 人口（人）                         | 71,960                             | 75,421                             | 85,056                             | 115,881                            | 114,025                            | 121,028                            | 122,047                            | 128,277                            | 131,445                            | 132,012                            | 131,218                            | 127,761                            | 126,123                            |                                    |

## 行政

### 郡長
郡長は、2020年5月1日からザビーネ・ジッター (CSU) が務めている。彼女は、2020年3月15日の郡長選挙で5人の対立候補を相手に 44.64 % の票を獲得して、3月29日の決選投票で 60.3 % の得票率で当選した。

### 郡議会
2020年の郡議会選挙結果を以下に記す。
| 政党                                  | 議席数 |
| ------------------------------------- | ------ |
| キリスト教社会同盟 (CSU)              | 19     |
| Grüneバイエルン                       | 10     |
| Landesvereinigung Freie Wähler Bayern | 11     |
| ドイツのための選択肢 (AfD)            | 2      |
| ドイツ社会民主党 (SPD)                | 8      |
| FDPバイエルン                         | 1      |
| エコロジー民主党 (ÖDP)                | 1      |
| Freie Bürger                          | 3      |
| UGM                                   | 4      |
| 左翼党                                | 1      |
| 計                                    | 60     |

### 紋章
図柄: 赤地に細い銀の波状の柱。向かって左は6本スポークの銀の輪の上に2つの金色のドングリをつけた金色のオークの葉。向かって右は3つの銀の三角図形の上に金色のブドウの房。
1974年から用いられている。

## 経済と社会資本
重要な雇用主は、ボッシュ・グループの子会社の一つでロールにある工業系企業ボッシュ・レクスロートと、国際的に知られるガラスの高い価値な特別製品メーカーであるゲレスハイマー・ロール GmbH（ゲレスハイマー・グループ）である。ロールは郡内で最も重要な産業都市である。これに次いで重要なのが、マルクトハイデンフェルトで、ここにはブラウン GmbH、ヴァレマ、シュナイダー・エレクトリック・オートメーション GmbH が拠点を置いている。
郡内の農業は、専らブドウおよび果樹栽培からなっている。地元のブルワリーのために醸造用のオオムギも作られている。約70軒の乳牛農家と1,500頭の雌牛がいるだけで、マイン＝シュペッサルト郡はバイエルン州内では雌牛の数が少ない郡である。
本郡はマインフランケン地方で最も経済力の強い郡の一つであるとされている。2019年12月31日時点の失業率は 1.8 % であった。2018年の国内総生産（約46.8億ユーロ）もマインフランケンの全ての郡（ただし、郡独立市のヴュルツブルクとシュヴァインフルトを除く）の中で最も高い。この数値は、マイン＝シュペッサルト郡内に職場が数多く存在することによって達成されている。隣接するヴュルツブルク郡やバート・キッシンゲン郡からも多くの労働者が通勤している。ツークンフツアトラス2019（直訳: 未来地図2019）において本郡は401の郡、自治体連合、郡独立市の中で201位で、「チャンスとリスクのバランスがとれた」地域と位置づけられた。
2019年12月31日現在、マイン＝シュペッサルト郡では、47,026人の社会保険支払い義務のある就労者が働いている。

### 交通

#### 水運
重要な交通路としてマイン川は、河口からバンベルク近郊のビシュベルクまで拡幅されており、数多くの閘門によってほぼ一年中航行が可能である。20世紀になるまで、木材はシュペッサルトからフランクフルト近郊の製材所まで筏の形で運ばれていた。

#### 鉄道
バイエルン邦有鉄道は、1854年にヴュルツブルクからカールシュタット - ゲミュンデンを経由してロールまでマイン川沿いに、その後シュペッサルト山地を抜けてアシャッフェンブルクまでの路線を開通させた。フレンキシェ・ザーレ川とジン川がマイン川に注ぐ河口に位置するゲミュンデンは、1872年にリーネック経由でフルダに至る南北線が開通したことで重要な結節点となった。
1879年にゲミュンデンからアルンシュタインを経由してシュヴァインフルト/バンベルクに至る東西を結ぶ路線が開通した。この路線はヴェルンフェルトまでは本線と並行に走っていた。さらに1884年にハンメルブルクへ行くフレンキシェ・ザーレ鉄道が開通し、1924年にはバート・キッシンゲンまで延長された。現在ここをエアフルター・バーンの車両が運行している。
マインタールでは1881年にロール駅からマルクトハイデンフェルト経由でヴェルトハイムへ行く路線が開通し、1912年にハスロッホを経由してミルテンベルクまで延長された。この路線の旅客運行は1976年/77年に廃止された。この路線は貨物郵送が多くあったため、ヴァイゴルスハウゼン - アルンシュタイン - ヴェルンフェルトを経由するシュヴァインフルト - ゲミュンデン間の路線とともに電化された。新たな路線建設により、旅客輸送の営業距離は 148 km に達した。
郡内に2つの駅があるドイツ鉄道の（ハノーファー）- フルダ - ヴュルツブルク新線は、1988年に開業した。この路線はゲミュンデン近郊でマインタールを横断する。1994年にナンテンバッハ・カーブが設けられたことで、フランクフルト - ヴュルツブルク間の営業距離が短縮され、ゲミュンデン - ヴュルツブルク間の過大な負担が軽減された。

#### 道路
重要な開発の軸が、フランクフルト・アム・マインからヴュルツブルクを経由してニュルンベルクに至る連邦アウトバーン A3号線で、マルクトハイデンフェルト付近で郡を横切っている。交通の結節点であるヴュルツブルク経由で、連邦アウトバーン A81号線（ハイルブロン、シュトゥットガルト方面）や連邦アウトバーン A7号線（ウルム、フルダ、カッセル方面）に接続する。この他に連邦道 B8、B26、B26a、B276号線で結ばれている。

#### 計画
A81号線のヴュルツブルク西ジャンクションからグラムシャッツまでの間の区間の拡張工事が計画されていた。しかしこの計画は放棄された。その替わりに、ヘルムシュタットとヴェルネック交差点との間に4車線の連邦道 (B26n)が計画された。これに対して、建設反対の住民運動組織が形成された。この組織は、自然に大きな障害が生じ、景観が損なわれることを懸念している。これに対して建設促進のための組織も形成された。
郡内に多くの自転車道がある。最長のものはマイン川沿いの自転車道である。

## 市町村
| 市 - アルンシュタイン (Arnstein, 8,272) - ゲミュンデン・アム・マイン (Gemünden am Main, 10,012) - カールシュタット (Karlstadt, 15,062) - ロール・アム・マイン (Lohr am Main, 15,353) - マルクトハイデンフェルト (Marktheidenfeld, 11,724) - リーネック (Rieneck, 1,941) - ローテンフェルス (Rothenfels, 1,022) 市場町 - ブルクジン (Burgsinn, 2,333) - フランメルスバッハ (Frammersbach, 4,602) - カルバッハ (Karbach, 1,464) - クロイツヴェルトハイム (Kreuzwertheim, 3,944) - オーバージン (Obersinn, 944) - テュンゲン (Thüngen, 1,411) - トリーフェンシュタイン ([Triefenstein, 4,459) - ツェリンゲン (Zellingen, 6,552) | 町村 - アウラ・イム・ジングルント (Aura im Sinngrund, 947) - ビルケンフェルト (Birkenfeld, 2,207) - ビシュブルン (Bischbrunn, 1,834) - エルレンバッハ・バイ・マルクトハイデンフェルト (Erlenbach bei Marktheidenfeld, 2,465) - エッセルバッハ (Esselbach, 2,125) - オイセンハイム (Eußenheim, 3,098) - フェレン (Fellen, 855) - ゲッセンハイム (Gössenheim, 1,089) - グレーフェンドルフ (Gräfendorf, 1,317) - ハーフェンロール (Hafenlohr, 1,769) - ハスロッホ (Hasloch, 1,431) - ヒンメルシュタット (Himmelstadt, 1,560) - カルスバッハ (Karsbach, 1,730) - ミッテルジン (Mittelsinn, 850) - ノイエンドルフ (Neuendorf, 817) - ノイヒュッテン (Neuhütten, 1,128) - ノイシュタット・アム・マイン (Neustadt am Main, 1,254) - パルテンシュタイン (Partenstein, 2,732) - レヒテンバッハ (Rechtenbach, 1,024) - レッツシュタット (Retzstadt, 1,633) - ローデン (Roden, 1,006) - ショルブルン (Schollbrunn, 881) - シュタインフェルト (Steinfeld, 2,137) - ウアシュプリンゲン (Urspringen, 1,420) - ヴィースタール (Wiesthal, 1,238) 町村に属さない地区 (167.33 km2) - ブルクヨス (23.13 km2) - フォルスト・アウラ (23.42 km2) - フォルスト・ローレンシュトラーセ (21.35 km2) - フランメルスバッハー・フォルスト (16.81 km2) - フュルストリッヒ・レーヴェンシュタインシャー・パルク (30.67 km2) - ハウライン (3.14 km2) - ヘルヴァルト (2.99 km2) - ランゲンプロツェルテナー・フォルスト (8.66 km2) - パルテンシュタイナー・フォルスト (19.36 km2) - ルッペルツヒュッテナー・フォルスト (17.82 km2) |

- ブルクジン行政共同体: ブルクジン、オーバージン、アウラ・イム・ジングルント、フェレン、ミッテルジン
- ゲミュンデン・アム・マイン行政共同体: ゲッセンハイム、グレーフェンドルフ、カルスバッハ（行政機関所在地はゲミュンデン・アム・マイン）
- クロイツヴェルトハイム行政共同体: クロイツヴェルトハイム、ハスロッホ、ショルブルン
- ロール・アム・マイン行政共同体: ノイエンドルフ、ノイシュタット・アム・マイン、レヒテンバッハ、シュタインフェルト（行政機関所在地はロール・アム・マイン）
- マルクトハイデンフェルト行政共同体: ローテンフェルス、カルバッハ、ビルケンフェルト、ビシュブルン、エルレンバッハ・バイ・マルクトハイデンフェルト、エッセルバッハ、ハーフェンロール、ローデン、ウアシュプリンゲン（行政機関所在地はマルクトハイデンフェルト）
- パルテンシュタイン行政共同体: ノイヒュッテン、パルテンシュタイン、ヴィースタール
- ツェリンゲン行政共同体: テュンゲン、ツェリンゲン、ヒンメルシュタット、レッツシュタット

### 訳注
1. ↑  ドイツ語: Landgerichtは現在の「地方裁判所」を意味する語であるが、ここではバイエルン王国の地方行政単位の名称である。